# Aspicolpus jozanus
Aspicolpus jozanus är en stekelart som först beskrevs av Watanabe 1931.  Aspicolpus jozanus ingår i släktet Aspicolpus och familjen bracksteklar. Inga underarter finns listade.